# Moonraker – Holdkelte
A Moonraker – Holdkelte (eredeti cím: Moonraker) egy 1979-es brit kalandfilm, ami a tizenegyedik James Bond-film, Roger Moore negyedik címszereplésével. Ebben a filmben vállalt először produceri teendőket Michael G. Wilson, Albert R. Broccoli fogadott fia, aki azóta is a franchise egyik producere, amúgy Broccolival együtt apró háttérszerepeket is játszottak ebben a filmben. Bernard Lee betegsége miatt utoljára szerepelt M szerepében. A film egyik betétdalát Shirley Bassey énekli. 

## Cselekmény
Elrabolják a Drax Iparvállalat egyik űrsiklóját az azt szállító brit repülőgépről, minekutána a szállítógép le is zuhan. A katasztrófa után a kormány James Bondot bízza meg az űrrepülő eltűnésének ügyével, mivel azért a brit kormány volt a felelős. Bond haladéktalanul nyomozni kezd és először Hugo Draxhez (Michael Lonsdale) utazik Kaliforniába. 
A mágnás persze értetlenül áll az eset előtt és együttműködéséről biztosítja az ügynököt. Itt találkozik Dr. Holly Goodheaddel (Lois Chiles) is, aki Drax repülőgyárában dolgozik. Bond hamar kideríti, hogy Drax rejteget valamit, már csak azért is, mert már itt el akarják tenni láb alól egy centrifugában. A 007-es átkutatja a dolgozószobát a Drax kastélyában, ahol rábukkan pár nyomra. Másnap a mágnás egy vadászaton próbálja Jamest megöletni, persze nem sok sikerrel.
A következő útján Velencében egyértelművé válik James sejtelmei, mivel egy titkos laborban Drax emberei vegyi anyagokkal kísérleteznek, amiből mintát is lop elemzéshez. Viszont szemügyre veszi annak a vegyszernek a hatását is: a laboratóriumban a kutatók meghalnak, de a kísérleti patkányok nem. Az incidenst követően újfent megkísérlik Bondot megölni. Ám Drax samesza Chang (Toshirô Suga) alul marad. A gondolás üldözés is kudarcot vall. Dr. Goodheadről pedig kiderül, hogy a CIA ügynöke, akinek szintén Drax megfigyelése a feladata. 
Nemsokára mindketten Dél-Amerikába utaznak, mert a nyomok alapján Drax ott készül valamire. Rio de Janeiro-ban a karnevál kellős közepén jutnak el abba a raktárba, ahonnan a további nyomok származtak. A néhai Chang helyét közben átvette Cápa, azaz Jaws (Richard Kiel) aki újra végezni akar ősi ellenségével és annak cinkosával. Ez nem sikerül neki kétszer sem. Legutoljára a Cukorsüveg-hegyre vezető kötélpályán próbálkozik Jaws a 007-est likvidálni, ám a kabin végül az állomás épületének rohan. Itt váratlan fordulat következik be: az acélfogú bérgyilkosra rálel a szerelem Dolly (Blanche Ravalec) képében. Ám Jamest és Goodheadet végül elfogják: csak a brit titkosügynök tud kiszabadulni a kelepcéből.
Bond az Amazonas mélyére utazik, ahol az MI6 helyi bázisán közlik vele, hogy a vegyszer, amit átadott bevizsgáltatni erős idegméreg, a fekete orchidea kivonata, mely már kis mennyiségben is százezrek, sőt milliók halálát okozhatja. Lokalizálják azt a helyet az Amazonas-völgyében, ahol e ritka növényfajta terem. Nem meglepő, hogy Jamest odaérkezve "melegen" fogadják Drax emberei, köztük Jaws is.
A dzsungel mélyén rejtőző titkos bázison aztán kiderül a titok: Drax e növényekből készült vegyi fegyverekkel ki akarja irtani az emberiséget, hogy egy új emberiséget hozzon létre az általa kiválasztott "tökéletes" emberpárok segítségével, aminek ő lenne a vezére. Hat űrsiklót indítanak útnak - itt derül ki, hogy azért lopták el a britek által szállított járművet, mert a projekthez egyet nem tudtak időre legyártani. Egyikre felszáll James és Goodhead is, miután Drax újfent nem tudott végezni velük.
Az űrsiklók célpontja egy titkos űrállomás, mely álcázóberendezéssel van ellátva, így a Földön nem tud róla senki. Így Bond és Goodhead elsődleges feladata a radarzavarást megszűntetni. Ez sikerül is nekik, de elfogják őket. A cezaromán iparmágnás a szemük láttára elindít három szondát, ami a halálos idegmérget hordozza magában és legalább félmilliárd ember életével végezne. Ám mielőtt Drax a légzsilipből a világűrbe hajította volna ki a kémpárost, váratlanul támadás éri az űrálomást: megjöttek az amerikai tengerészgyalogosok, saját űrsiklóik fedélzetén.
Elkezdődik az űrbéli csata lézerfegyverekkel. Időközben Jaws átáll a 007-es és Goodhead oldalára, miután számára is világossá vált, hogy Drax előbb-utóbb őt és Dollyt is ebek harmincadjára juttatná, mivel ők sem "tökéletesek". A csata hevében az űrállomás súlyosan megsérül és mindenki menekülőre fogja. Drax-szel végül James személyesen végez: a légzsilipen keresztül int végső búcsút neki. Bond és Goodhead végül Jaws segítségével hagyja el a szétrobbanó űrállomást a Moonraker 5 fedélzetén a szondák után eredve. 
Az első két szondát minden nagyobb nehézség nélkül sikerül kiiktatniuk az űrsikló lézerágyújával, a harmadikat pedig nagyon az utolsó utáni pillanatban, kézi vezérléssel. Az emberiség így megmenekül, ahogy Jaws és Dolly is, akiket a tengerészgyalogosok mentettek ki. A Moonraker 5 fedélzetén utazó Bonddal és Goodheaddel nemcsak a közvetlen (és közvetett) feletteseik, hanem a Fehér Ház és a Buckingham-palota is próbálja felvenni a kapcsolatot, hogy megköszönjék nekik hőstettütek. 
Ám az élő kapcsolás meglehetősen rosszkor jött létre, hiszen az MI6-os és CIA ügynök épp a zéró gravitáció áldásos hatása mellett élvezi a meghitt pillanatokat, szenvedélyes szeretkezés közben, lebegve a pihe-puha ágy felett... "Q" (Desmond Llewelyn) csak annyit mond a jeleneten felháborodott brit hadügyminiszternek: "Újbóli bebocsátást kér, uram!"

## Szereplők
| Szerep                             | Színész          | Magyar hang         |
| ---------------------------------- | ---------------- | ------------------- |
| James Bond                         | Roger Moore      | Láng József         |
| Dr. Holly Goodhead                 | Lois Chiles      | Balogh Erika        |
| Hugo Drax                          | Michael Lonsdale | Vass Gábor          |
| Cápa (Jaws)                        | Richard Kiel     | Grúber Hugó         |
| Corinne Dufour                     | Corinne Cléry    | Kisfalvi Krisztina  |
| M                                  | Bernard Lee      | Bács Ferenc         |
| Sir Frederick Gray hadügyminiszter | Geoffrey Keen    | Dobránszky Zoltán   |
| Q                                  | Desmond Llewelyn | Szokolay Ottó       |
| Miss Moneypenny                    | Lois Maxwell     |                     |
| Chang                              | Toshirô Suga     | Bicskey Lukács      |
| Manuela                            | Emily Bolton     | Kiss Virág          |
| Dolly                              | Blanche Ravalec  | Nincs szövege       |
| Scott ezredes                      | Mike Marshall    | Németh Gábor        |
| Anatol Gogol tábornok              | Walter Gotell    | Palóczy Frigyes     |
| Cavendish                          | Arthur Howard    | Juhász Tóth Frigyes |
| Boeing 747-es kapitánya            | George Birt      | Kardos Gábor        |
| Boeing 747-es másodpilótája        | Kim Fortune      | Dimulász Miklós     |